# Metynnis otuquensis
Metynnis otuquensis är en fiskart som beskrevs av Ahl 1923. Metynnis otuquensis ingår i släktet Metynnis och familjen Characidae. Inga underarter finns listade i Catalogue of Life.